# هلموت هاوزر
هلموت هاوزر (انگلیسی: Helmut Hauser؛ زادهٔ ۷ مارس ۱۹۴۱) بازیکن فوتبال اهل آلمان است.
از باشگاه‌هایی که در آن بازی کرده‌است می‌توان به باشگاه فوتبال بازل اشاره کرد.